# Мрынский, Александр Сергеевич
Александр Сергеевич Мрынский (род. 15 июля 2004, Актобе) — казахстанский футболист, защитник клуба «Кайрат» и сборной Казахстана до 21 года.

## Клубная карьера
Футбольную карьеру начинал в 2021 году. 21 мая 2023 года в матче против клуба «Кайсар» дебютировал в казахстанской Премьер-лиге (0:3).

## Карьера в сборной
7 июня 2022 года дебютировал за сборную Казахстана до 19 лет в матче против сборной Азербайджана до 19 лет (1:1).

## Клубная статистика
| Клуб             | Сезон            | Лига | Лига | Кубки | Кубки | Еврокубки | Еврокубки | Итого | Итого |
| Клуб             | Сезон            | Игры | Голы | Игры  | Голы  | Игры      | Голы      | Игры  | Голы  |
| ---------------- | ---------------- | ---- | ---- | ----- | ----- | --------- | --------- | ----- | ----- |
| Кайрат           | 2021             | —    | —    | 2     | 0     | —         | —         | 2     | 0     |
| Кайрат           | 2022             | 0    | 0    | 1     | 0     | —         | —         | 1     | 0     |
| Кайрат           | 2023             | 2    | 0    | 2     | 0     | —         | —         | 4     | 0     |
| Кайрат           | 2024             | 10   | 0    | 3     | 0     | —         | —         | 13    | 0     |
| Кайрат           | Итого            | 12   | 0    | 8     | 0     | —         | —         | 20    | 0     |
| → Кайрат-Жастар  | 2021             | 10   | 1    | —     | —     | —         | —         | 10    | 1     |
| → Кайрат-Жастар  | 2022             | 20   | 1    | —     | —     | —         | —         | 20    | 1     |
| → Кайрат-Жастар  | 2023             | 23   | 0    | —     | —     | —         | —         | 23    | 0     |
| → Кайрат-Жастар  | 2024             | 14   | 1    | —     | —     | —         | —         | 14    | 1     |
| → Кайрат-Жастар  | Итого            | 67   | 3    | —     | —     | —         | —         | 67    | 3     |
| Всего за карьеру | Всего за карьеру | 79   | 3    | 8     | 0     | —         | —         | 87    | 3     |